# Острів Махешхалі
Острів Мохешхалі — головний острів Мохешхалі Упазіла, в районі Базар Бангладеш Кокс. Тут будують два термінали СПГ FSRU та газопровід, створені для боротьби з дефіцитом газу в Бангладеш.
Мохешхалі — єдиний горбистий острів Бангладеш. У поєднанні з Кутубдією, іншим меншим островом, Мохешхалі утворює округ, відомий як Cox's Bazar-2. Це Упазіла (підрайон) під районом Коза Базар.